# Jean-Antoine Nollet
Jean-Antoine Nollet (Pimprez, 19 de diciembre de 1700-París, 24 de abril de 1770) fue un clérigo y físico francés que hizo varios experimentos con electricidad y descubrió la ósmosis. Como diácono en la Iglesia católica, también fue conocido como Abbé Nollet. 
Comenzó a enseñar física en el colegio de Navarra. En 1743 publica su obra Lecciones de física experimental. Descubrió la difusión de los líquidos y observó como el sonido puede propagarse en un medio líquido. En 1750 inventó un electroscopio con láminas de oro. Realizó reformas en la botella de Leyden, inventada por Pieter van Musschenbroek, a la cual reemplaza el agua que contenía el recipiente por láminas de estaño o de cobre.